# 陳盟
陳盟（1590年—1668年），字無盟，號鹤滩，四川叙州府富顺县人。明朝政治人物。

## 生平
萬曆四十年（1612年）壬子科四川鄉試舉人，初任新安县教谕，天啓二年（1622年）成壬戌科進士。选翰林庶吉士，四年正月授检讨，六年十月充《光宗实录》纂修官，七年五月与给事中张惟一典试浙江。崇祯中，升国子监司业，典试南畿，以出题失当朝意，罢官寓居金陵，以文学风雅名于时，卒年七十八。著有《三朝纪略》、《雪斋诗集》。墓在县东观音桥。